# Kornikojad świerkowy
Kornikojad świerkowy (Nudobius lentus) – gatunek chrząszcza z rodziny kusakowatych i podrodziny kusaków. Zamieszkuje palearktyczną Eurazję.

## Taksonomia
Gatunek ten opisany został po raz pierwszy w 1806 roku przez Johanna Ludwiga Christiana Gravenhorsta pod nazwą Staphylinus lentus. Jako lokalizację typową wskazano Paryż we Francji. W nowym rodzaju kornikojad (Nudobius) umieścił go w 1960 roku Carl Gustaf Thomson.

## Morfologia
Chrząszcz o bardzo wąskim, wydłużonym ciele długości od 6,5 do 8 mm. Głowa jest duża, podługowata, o słabo zaokrąglonych kątach tylnych, ubarwiona czarno z czerwonobrunatnymi czułkami i głaszczkami, pokryta poprzeczną mikrorzeźbą, dużymi punktami oraz bardzo drobnymi nakłuciami. Skronie są kilka razy dłuższe niż małe oczy. Przednia krawędź czoła silnie wystaje ku przodowi między wyraźnymi bruzdami czołowymi środkowymi, natomiast bruzdy czołowe zewnętrzne są bardzo niewyraźne. Aparat gębowy dysponuje dużymi i mocnymi żuwaczkami z tępym zębem pośrodku krawędzi wewnętrznych oraz głaszczkami szczękowymi o członie wierzchołkowym trochę dłuższym i węższym od poprzedniego. Przedplecze jest czarne, w zarysie zwężające się ku tyłowi, pokryte poprzeczną mikrorzeźbą, zaopatrzone w grzbietowe szeregi liczące od siedmiu do dziewięciu punktów oraz mikropunktowane. Pokrywy są czerwone, rzadziej czarne, również poprzecznie mikrorzeźbione. Przysadziste odnóża mają żółtoczerwoną kolorystykę, kolczaste golenie oraz trochę od nich krótsze i nierozszerzone stopy. Czarny, poprzecznie mikrorzeźbiony odwłok cechuje się błoniastą, jasną obwódką tylnej krawędzi piątego tergitu.

## Ekologia i występowanie
Owad ten zamieszkuje głównie lasy iglaste. Zarówno larwy, jak i owady dorosłe są drapieżnikami wyspecjalizowanymi w żerowaniu na jajach, larwach i poczwarkach kornikowatych z gatunków cetyniec większy, kornik drukarz i kornik zrosłozębny. Bytują w korytarzach swoich ofiar pod korą stojących i leżących pni oraz pniaków świerków, a rzadziej jodeł i sosen, sporadycznie zaś drzew liściastych. Po opuszczeniu siedliska przez korniki żerują na występujących pod korą larwach muchówek.
Osobniki dorosłe aktywne są w ciągu całego roku i stanowią stadium zimujące. Do rozrodu przystępują wiosną, w kwietniu lub maju. Przepoczwarczenie ma miejsce pod korą, w końcu sierpnia lub na początku września. Poczwarki obserwuje się do jesieni.
Gatunek palearktyczny, znany z  Wielkiej Brytanii, Francji, Belgii, Holandii, Niemiec, Szwajcarii, Austrii, Włoch, Danii, Szwecji, Norwegii, Finlandii, Estonii, Łotwy, Litwy, Polski, Czech, Słowacji, Węgier, Ukrainy, Rumunii, Bułgarii, Słowenii, Chorwacji, Bośni i Hercegowiny, Rosji (części europejskiej, syberyjskiej i dalekowschodniej), Turcji, Chin i Japonii.